# Sperandio (vescovo)
Sperandio, o Sperendeus (... – Vicenza, 1320), è stato un vescovo cattolico italiano.

## Biografia

### La vita
Nel 1314 morì a Padova in esilio - perché filopadovano e inviso a Vicenza dopo il passaggio della città sotto il dominio scaligero nel 1311 - il vescovo Altigrado Cattaneo.
Il capitolo della cattedrale - quasi certamente su pressione di Cangrande I della Scala - elesse in sua vece il benedettino veronese Sperandio, che da un anno - sempre per interessamento degli Scaligeri - ricopriva la carica di abate del monastero di San Zeno.
La sua dipendenza politica dai ghibellini scaligeri fu presto evidente: si circondò di collaboratori veronesi e, in quanto signore di feudi ecclesiastici, privò di possessi coloro che avevano sostenuto il partito guelfo e il regime padovano. Sembra che sia vissuto solo saltuariamente a Vicenza. Qui morì nel 1320.

### La riforma della Chiesa e le costituzioni sinodali
Sperandio continuò l'opera di riforma della Chiesa iniziata dal suo predecessore. Favorì alcune iniziative, come l'acquisto - da parte della pia vedova Soldana da Costozza - del monastero degli Umiliati di Santa Caterina in Borgo Berga per trasformarlo in ospizio per le peccatrici pentite e autorizzò fra Giacomo di ser Cado a costruire un convento presso la chiesetta di San Desiderio (poi Sant'Agostino) per condurvi vita comune con un piccolo gruppo di laici.
Verso il 1318-1320 indisse un sinodo diocesano per tentare di riformare la vita del clero, caduta molto in degrado, sinodo che si concluse con l'emanazione di costituzioni sinodali, contenenti direttive sulla riforma dei costumi.